# Gussago
Gussago est une commune italienne d'environ 16 000 habitants située dans la province de Brescia en Lombardie.

## Administration
| Période                                  | Période  | Identité       | Étiquette         | Qualité |
| ---------------------------------------- | -------- | -------------- | ----------------- | ------- |
| 14/06/2004                               | En cours | Bruno Marchina | "Gussago Insieme" | Bon     |
| Les données manquantes sont à compléter. |          |                |                   |         |

### Hameaux
Civine, Navezze, Ronco, Piazza, Sale, Casaglio, Villa, Croce, Barco

### Communes limitrophes
Brescia, Brione, Castegnato, Cellatica, Concesio, Ome, Rodengo-Saiano, Roncadelle, Villa Carcina.

## Jumelages
- Aliap, Soudan du Sud